# Jean-Pierre Abel-Rémusat
Jean-Pierre Abel-Rémusat, född 5 september 1788 i Paris, död 3 juni 1832 i Paris, var en fransk sinolog.
Abel-Rémusat studerade först medicin, promoverades till medicine doktor 1813, men ägnade sig sedan åt kinesiskan och fick tack vare sin 1811 utgivna avhandling, Essai sur la langue et littérature chinoises, den nyinrättade professuren i kinesiska och manchuiska vid Collège de France. År 1822 grundlade han tillsammans med några andra orientalister Société Asiatique i Paris, vars president han blev 1828. Från 1823 var han konservator vid den orientaliska manuskriptavdelningen i Nationalbiblioteket.
Abel-Rémusats viktigaste böcker är Recherches sur les langues tartares (1820), Éléments de la grammaire chinoise (1822), Mélanges asiatiques (1825), Nouvelles mélanges asiatiques (1829) och Contes-chinois (1827).